# École nationale des sciences appliquées de Khouribga
 (mai 2021).
Il peut être nécessaire de l'améliorer pour respecter le principe de neutralité de point de vue. Veuillez consulter la page de discussion pour plus de détails.

L'École nationale des sciences appliquées de Khouribga (ENSA Khouribga), est une école d'ingénieurs publique marocaine relevant de l'Université Sultan Moulay Slimane de Béni Mellal. Elle a été créée en 2007 pour appuyer la volonté gouvernementale dans le cadre de l’initiative nationale de formation de 10 000 ingénieurs à l’horizon 2010. Elle forme des ingénieurs d’état  hautement qualifiés au niveau  scientifique, technique, management et communication. Elle fait partie du réseau des Écoles nationales des sciences appliquées.

## Mission de l'ENSA de Khouribga
- Elle s’inscrit dans le cadre de décentralisation de l’enseignement supérieur.
- Elle a pour objectif la dynamisation de l’environnement socio-économique.
- Elle répond aux besoins régionaux et nationaux en matière d’ingénierie.
- Elle forme des ingénieurs d’état pluridisciplinaires.

## Formation
L'ENSA de Khouribga offre actuellement cinq filières ingénieurs d'état (FI) et un master (MS) :
- FI en Génie réseaux et télécommunications
- FI en Génie électrique
- FI en Génie informatique
- FI en Génie des procédés, de l'énergie et de l'environnement
- FI en Informatique et ingénierie des données
- MS en Sciences des données et Big Data

Les enseignements sont organisés dans quatre départements :
- Département Mathématiques et Informatique
- Département Cybersécurité, Réseaux et Télécommunications
- Département Génie Electrique
- Département Génie des Procédés

## Admission
L'admission à l'ENSA de Khouribga se fait par le biais de :
- Présélection des candidats sur la base de la moyenne générale obtenue au baccalauréat.
- Concours national écrit, organisé par le réseau ENSA-Maroc, auquel sont convoqués les candidats présélectionnés.

Il est possible d'intégrer l'ENSA de Khouribga en Cycle Ingénieur au niveau BAC+2 par voie de concours. Dans ce cas, la formation dure 3 années après 2 années post-BAC. Ce type d'admission est ouvert aux étudiants des classes préparatoires, DUT, DEUG ou Licences des Facultés des Sciences (FS) et Facultés des Sciences et Techniques (FST). 
L'admission en 2e année du Cycle Ingénieur (4e année) est possible pour les étudiants ayant obtenu un Master.